# Guillermina Morales Ramírez

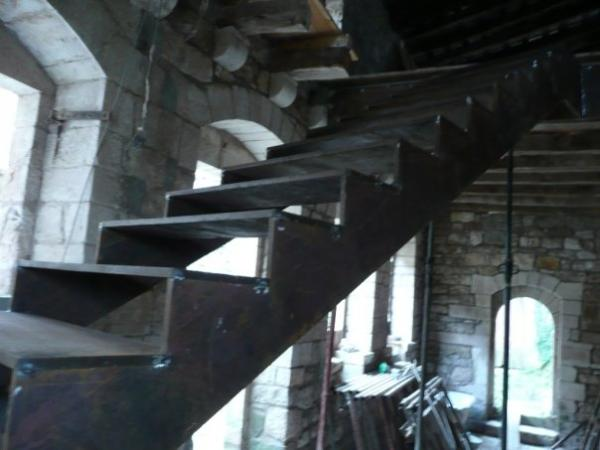
Escala d'acer oxitall obra de Guillermina Morales

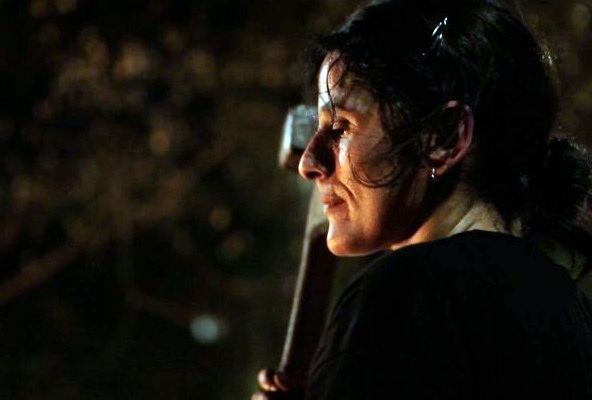
Guillermina Morales, forjadora

Guillermina Morales Ramírez (Moià, 10 de maig de 1973) és una artista i forjadora o artesana forjadora mestre catalana, fundadora de l'Associació de Forjadors de Catalunya (AFoC). S'interessa també per tot allò que envolta l'ofici, la literatura, la història, l'art, la siderúrgia...
Va crear el festival de Forja Viva (Trobada Internacional de Forjadors Artesans ‘Forja Viva’, després Jornades Internacionals de Forja: Forja Viva amb Boscos de Ferro) el 2009 i el va organitzar durant diversos anys, primer a Barcelona, i el 2010, junt amb AFoC. Després el festival es va traslladar, a partir del 2011, a Alins, a la Vall Ferrera (Pirineus), amb la mateixa organització Va organitzar el festival a Barcelona de nou el 2012, entre altres anys.